# Albtrauf Heubach
Albtrauf Heubach este o arie protejată (sit de importanță comunitară — SCI, arie de protecție specială avifaunistică — SPA) din Germania întinsă pe o suprafață de 426,77 ha, integral pe uscat.

## Localizare
Centrul sitului Albtrauf Heubach este situat la coordonatele 48°47′08″N 9°57′09″E / 48.7856°N 9.9525°E.

## Înființare
Situl Albtrauf Heubach a fost declarat arie de protecție specială avifaunistică în martie 2001 pentru a proteja 6 specii de animale. Situl a fost protejat și ca sit de importanță comunitară în martie 2001.

## Biodiversitate
Situată în ecoregiunea continentală, aria protejată nu include niciun habitat protejat.
La baza desemnării sitului se află mai multe specii protejate de  păsări (6): buha (Bubo bubo), porumbel de scorbură (Columba oenas), ciocănitoarea de stejar (Dendrocopos medius), ciocănitoare neagră (Dryocopus martius), Falco peregrinus peregrinus, ciocănitoare verzuie (Picus canus)